# Phil Woosnam
Philip Abraham Woosnam, detto Phil (Caersws, 22 dicembre 1932 – Dunwoody, 19 luglio 2013), è stato un dirigente sportivo, allenatore di calcio e calciatore gallese, di ruolo attaccante. Nel 1997 è stato inserito nell'"US National Soccer Hall of Fame" e nel famedio calcistico  della Georgia.

## Carriera

### Calciatore
Formatosi in società amatoriali gallesi, nel 1952 viene ingaggiato dagli inglesi del Manchester City, che l'anno seguente cederanno al Sutton Utd con i quali gioca un anno prima di passare al Leyton Orient.
Con il Leyton Orient milita sino al 1958, anno in cui viene ingaggiato dal West Ham.
Con gli Hammers milita sino al 1962, quando nel novembre di quell'anno viene ingaggiato dall'Aston Villa per £25.000. Con i Villans gioca sino al settembre 1966.

### Nazionale
Woosnam ha indossato la maglia della nazionale di calcio del Galles in diciassette occasioni.

### Allenatore
Nel 1966 viene chiamato negli Stati Uniti d'America per divenire allenatore, giocatore e general manager dei georgiani dell'Atlanta Chiefs, nati ufficialmente però l'anno seguente. Nella stagione d'esordio ottenne il quarto posto nella Eastern Division della NPSL, non raggiungendo la fase finale del torneo. Nel 1968 si reca in Africa meridionale per visionare alcuni giocatori locali e, tra di essi scopre ed acquista per la sua società Kaizer Motaung, che si rivelerà uno dei migliori attaccanti della North American Soccer League dato che egli vincerà il titolo di miglior esordiente nella stagione 1968 e l'anno seguente il titolo di capocannoniere del campionato. Negli anni in cui guida gli Atlanta Chiefs vincerà la North American Soccer League 1968, ottenendo anche il titolo personale di miglior allenatore del campionato.
Nel 1968 assume anche l'incarico di commissario tecnico della nazionale di calcio degli Stati Uniti d'America.

### Dirigente sportivo
Dopo l'esperienza agli Atlanta Chiefs, a causa della crisi che colpì la North American Soccer League al termine della sua prima edizione, Woosnam venne chiamato a divenirne uno dei massimi dirigenti, spingendola al suo ampliamento con l'ingresso di nuove franchigie e incentivando l'arrivo di campioni stranieri dal calibro di Pelé. Fu vice-presidente della Federazione calcistica degli Stati Uniti d'America dal 1969 al 1983.

## Palmarès

### Giocatore

#### Competizioni nazionali
- Third Division South: 1

Leyton Orient: 1955-1956
- Campionato NASL: 1

Atlanta Chiefs: 1968